# Église Saint-Louis de Beauregard
L'église Saint-Louis de Beauregard est une église paroissiale située dans le quartier de Beauregard à Poissy construite en 1961 par l'architecte Charles-Gustave Stoskopf.
L'édifice est labellisé Patrimoine du xxe siècle depuis 2011.